# Obón
Obón è un comune spagnolo di 76 abitanti situato nella comunità autonoma dell'Aragona.